# Bill Gunston
William Tudor Gunston, detto Bill (Londra, 1º marzo 1927 – 1º giugno 2013), è stato uno scrittore e giornalista britannico, specializzato nell'aviazione.

## Biografia
Nacque nel quartiere di Charing Cross, nel centro di Londra, si interessò giovanissimo all'aviazione entrando poi nella Royal Air Force a 18 anni durante la seconda guerra mondiale. Ottenne il brevetto di pilota, ma non venne mai impiegato in combattimento, occupandosi dell'addestramento dei piloti e nel contempo frequentando l'Università di Durham.
Lasciata la RAF nel 1948, entrò come giornalista nel 1951 presso il periodico Flight International, di cui divenne nel tempo uno degli autori più prestigiosi, firmandosi con la sigla "WTG", diventandone nel 1955 editore per la parte tecnica. Dal 1969 ha fatto parte dello staff del Jane’s All the World’s Aircraft, il noto annuario internazionale dell'aviazione e dal 1995 al 2007 è stato editore del Jane's Aero-Engines, pubblicato dalla stessa casa editrice.
Gunston è noto come autore soprattutto per la sua corposissima opera di libri di successo riguardanti l'aviazione, sia altamente specialistici che divulgativi, che negli anni hanno quasi raggiunto il numero di 400, e di cui molti di essi sono stati tradotti in varie lingue. Si può ricordare la nutrita serie di volumi monografici riguardanti la storia dell'aviazione, pubblicati nel Regno Unito dalla Salamander Books, ed in diverse altre lingue, tra cui in italiano dalla Fabbri Editori, in spagnolo dalla Ediciones Folio, in francese dalla Éditions PML ed in polacco dalla Polska Oficyna Wydawnicza BGW, come pure la serie sugli aeromobili sovietici. Oltre a questi ha scritto migliaia di articoli giornalistici su Flight International ed altre riviste del settore.
Nel 1996 venne insignito del titolo di Ufficiale dell'Ordine dell'Impero Britannico per meriti culturali.

## Pubblicazioni
- Plane Speaking, Patrick Stephens Ltd., 1991 ISBN 1-85260-166-3
- Mikoyan MiG-21, Osprey Publishing Company, Botley, 1986  ISBN 0-85045-652-5
- The Illustrated Encyclopedia of the World's Modern Military Aircraft ISBN 978-0-86101-010-3
- The Illustrated Encyclopedia of the World's Rockets and Missiles ISBN 0-8317-7415-0
- Modern Air Combat, 1988 ISBN 978-0517412657
- Soviet Air Power
- The US War Machine
- Submarines in Colour, Blandford Colour Series, Blandford, 1976 ISBN 0-7137-0780-1
- Modern Fighting Aircraft ISBN 0-86101-158-9
- The Illustrated Directory of Fighting Aircraft of World War II ISBN 0-7603-0722-9
- Fighter! A Pictorial History of International Fighter Aircraft, Bristol: Parragon, 1997. ISBN 0-75252-608-1.
- Fighters of the Fifties, Specialty Press, 1981 ISBN 0-933424-32-9
- Early Supersonic Fighters of the West, Ian Allan Ltd., London, 1973. ISBN 0-7110-0636-9.
- Bombers of the West, Ian Allan Ltd., London, 1973. ISBN 0-7110-0456-0.
- The Encyclopedia of the World's Combat Aircraft, Chartwell Books, Inc., New York, 1976.  ISBN 0-89009-054-8.
- The Encyclopedia of the World's Airpower. Consultant Editor. New York, New York: Crown Publishers, 1979. ISBN 0-517-53754-0
- Faster Than Sound: The Story of Supersonic Flight, London: Haynes, 1992.  ISBN 1-85260-317-8.
- Attack Aircraft of the West London: Ian Allan Ltd., 1974. ISBN 0-7110-0523-0.
- An Illustrated Guide to Allied Fighters of World War II, Salamander Books Ltd, London, 1981. ISBN 0-668-05228-7.
- An Illustrated Guide to Military Helicopters, Salamander Books Ltd, London, 1981. ISBN 0-86101-110-4.
- An Illustrated Guide to the Israeli Air Force, Salamander Books Ltd, London, 1982. ISBN 0-86101-140-6.
- An Illustrated Guide to Future Fighters and Combat Aircraft, Salamander Books Ltd, London, 1984. ISBN 0-86101-163-5.
- Bill Gunston, World Encyclopaedia of Aero Engines, Patrick Stephens Ltd., 1986, ISBN 0-85059-717-X.
- World Encyclopaedia of Aircraft Manufacturers, Patrick Stephens Ltd., 1993, ISBN 1-55750-939-5.
- The Development of Jet and Turbine Aero Engines, Patrick Stephens Ltd, 1995, ISBN 978-1-85260-618-3.
- Fedden – the life of Sir Roy Fedden, in Historical Series, Nº26, RRHT, 1998, ISBN 1-872922-13-9.
- Development of Piston Aero Engines, Patrick Stephens Ltd, 1993, ISBN 978-1-85260-619-0